# Eupolybothrus imperialis
Eupolybothrus imperialis är en mångfotingart som först beskrevs av Frederik Vilhelm August Meinert 1872.  Eupolybothrus imperialis ingår i släktet Eupolybothrus och familjen stenkrypare. Inga underarter finns listade i Catalogue of Life.